# Geeraard Jan Dodd
Geeraard Jan Dodd (Antwerpen, 6 september 1821 – Sint-Joost-ten-Node, 8 november 1888) was een Vlaams schrijver, dichter en toneelschrijver. Hij was tevens journalist en archivaris van de Brusselse godshuizen. Hij gebruikt zijn naam soms in de varianten: Geeraerd, Geeraert. 
Dodd was lid van de Koninklijke Vlaamse Academie van België voor Wetenschappen en Kunsten.

## Gepubliceerd werk
- Liedjes en deuntjes, 1858, 12p.
- Liefde-lief en leed: een liederkrans, 1864, 108p.
- Ik ben vader, blijspel met zang in één bedrijf, 1865, 44p.
- Bij den haerd, verhalen, 1865.
- Gedichten, 1870, 72p.